# Tachigali cavipes
Tachigali cavipes är en ärtväxtart som först beskrevs av George Bentham, och fick sitt nu gällande namn av James Francis Macbride. Tachigali cavipes ingår i släktet Tachigali och familjen ärtväxter. Inga underarter finns listade i Catalogue of Life.